# Serkan Kurtuluş
Serkan Kurtuluş (Bursa, 1 januari 1990) is een Turks oud-voetballer.

## Clubcarrière
Serkan begon zijn carrière bij de jeugd van Bursaspor. Binnen een korte tijd werd hij opgemerkt door het A-Team van Bursaspor en werd getransferd naar het A-Team. Hij maakte zijn debuut voor Bursaspor tijdens de wedstrijd Bursaspor-Beşiktaş op 16-jarige leeftijd in november 2006. Hij is daarmee de jongste speler ooit die zijn debuut maakte in de Süper Lig! In september 2008 trok hij Galatasaray SK zijn aandacht en werd daarnatoe getransferd om voor een contract te tekenen die loopt tot 2013. Op 28 augustus 2012 transfereerde hij van deze club naar Genclerbirligi, om deze club twee jaar later te veruillen voor Kayserispor. In het seizoen 2015/2016 zou Kurtulus uitkomen op het een na hoogste niveau van Turkije, bij Karşıyaka SK.